# Bogusław Rybicki
Bogusław Ignacy Rybicki (ur. 1 lutego 1940 w Poświętnym) – polski wydawca, polityk, prawnik, ekonomista, były prezes Stronnictwa Narodowego „Ojczyzna”.

## Życiorys

### Wykształcenie i praca zawodowa
W 1964 ukończył studia w Wyższej Szkole Ekonomicznej w Poznaniu, a w 1973 także studia na Wydziale Prawa i Administracji Uniwersytetu Warszawskiego. Pracował w administracji publicznej w Dębnie Lubuskim. Następnie był zatrudniony w zakładach przemysłu owocowo-warzywnego w Międzychodzie i Tarczynie. Później przez 5 lat pracował w Fabryce Samochodów Osobowych w Warszawie. Przez 10 lat był także przewodnikiem i kierownikiem wycieczek. W 1982 założył i został dyrektorem wydawnictwa „Ojczyzna” (najpierw podziemnego, a potem legalnego). W latach 1990–2000 był redaktorem naczelnym „Tygodnika Ojczyzna”.

### Działalność polityczna
Od 1963 do 1971 należał do Polskiej Zjednoczonej Partii Robotniczej. W latach 80 XX w. był członkiem Zjednoczenia Patriotycznego „Grunwald”. W okresie PRL był dwukrotnie aresztowany za rozpowszechnianie narodowych publikacji. W 1989 był współzałożycielem Stronnictwa Narodowego, w którym objął funkcję wiceprezesa. Z listy SN bez powodzenia ubiegał się o mandat poselski w wyborach parlamentarnych w 1991. Po usunięciu z tej partii, w 1992  współtworzył Stronnictwo Narodowe „Ojczyzna”, którego został prezesem. W grudniu 1996 doprowadził do zjednoczenia tego ugrupowania ze Stronnictwem Narodowo-Demokratycznym. W wyborach parlamentarnych w 1993 bez powodzenia kandydował do Sejmu z listy komitetu Ojczyzna – Lista Polska, a w wyborach w 1997 z ramienia komitetu Forum Patriotyczne Ojczyzna do Senatu w województwie warszawskim. 
Przed wyborami prezydenckimi w 2000 zarejestrował swój komitet wyborczy i rozpoczął zbieranie podpisów pod kandydaturą na prezydenta Polski. W czasie kampanii, UOP przesłał do sądu lustracyjnego dokumenty, mogące świadczyć o współpracy, Rybickiego z SB od 1981, pod pseudonimem Rogulski. Sam Bogusław Rybicki twierdził, iż nie pisał raportów, ani nie pobierał pieniędzy od SB. Ostatecznie jego komitet nie zebrał wymaganych 100 tys. podpisów poparcia. Bogusław Rybicki zrezygnował z dalszego kandydowania, a jego sprawa lustracyjna została umorzona. Hasłami wyborczymi komitetu Bogusława Rybickiego, były: Polak gospodarzem Polski i Polacy narodem właścicieli. 
W wyborach samorządowych w 2006 bezskutecznie startował do sejmiku mazowieckiego z listy KW Nasza Warszawa i Mazowsze. Następnie związany był z Ruchem Ludowo-Narodowym. Zasiadał w radzie krajowej zarejestrowanej w latach 2015–2017 i 2019–2023 Jedności Narodu, od 2022 będąc wiceprezesem tej partii.